# Fort Dugommier
Le fort Dugommier est un ouvrage militaire fortifié situé à Collioure, dans le département français des Pyrénées-Orientales. Il a été nommé en l'honneur du général français Jacques François Dugommier (1738-1794). 

## Localisation et accès
Le fort Dugommier est situé, à une altitude de 223 mètres, près de la limite sud de la commune de Collioure. On peut y accéder par une route communale reliant — au départ de Port-Vendres et en passant par le lieu dit Creu Blanca — la route départementale D 114 au fort Dugommier.

## Histoire
Le fort est construit entre 1844 et 1852, sur l'emplacement de la redoute — en pierres sèches — du Pallat.
Il a la particularité de posséder un glacis empierré.  
À peine achevé, il est techniquement dépassé par le progrès de l'artillerie. Il est démantelé dès la fin du XIXe siècle : comblement des citernes, de deux salles et d'un fossé interne avec les gravats issus de la destruction de l'étage supérieur du casernement. Il est laissé en l'état jusqu'à ce qu'une association commence à le restaurer en 1997.
Il est inscrit au titre des monuments historiques en 2003.